# 하치스카 후데코
하치스카 후데코(일본어: 蜂須賀 筆子 はちすか ふでこ[*], 메이지 9년 (1876년) 7월 17일 - 메이지 40년 (1907년) 11월 30일)는 하치스카가 17대 당주 하치스카 마사아키의 아내이다. 도쿠가와 요시노부의 딸이다. 인장으로는 종이학(折鶴)이다.

## 생애
에도 막부 15대 쇼군이었던 도쿠가와 요시노부의 4녀로, 어머니는 측실인 나카네 사치이다. 태어나자 바로 이세야 모토지로에게 맡겨졌다. 1879년 (메이지 12년) 10월, 도쿠가와 저택으로 돌아왔다. 1889년 (메이지 22년), 언니 테츠코, 동생 츠네코 등 자매 6명이서 시즈오카에서 도쿄로 옮겼다. 1895년 (메이지 28년) 12월 26일, 하치스카 마사아키와 결혼했다.
1896년 (메이지 29년), 장녀 토시코를 출산, 1898년 (메이지 31년), 차녀 후에코를 출산, 1901년 3녀 사요코를 출산, 1903년 (메이지 36년) 장남 마사우지를 출산했다. 이후, 건강이 나빠져, 남편의 가독 상속 이전인 31세의 나이로 사망했다. 가집(歌集)으로 『하치스카노카오리(はちすのかをり)』가 있다. 3녀 사요코는 자작 사타케 요시타다의 양자 요시타네에게 시집갔지만, 21세의 나이로 사망했다. 손자 (마사우지의 딸)로는 하치스카 마사코가 있다.

## 인물
요시노부가 에도 막부 말기에 윤왕사궁에서 받은 황금 작은 관음상을 시집갈 때 물려받은 데서 관음 신앙을 가졌다. 관음상은 죽음에 이르렀을 때, 장녀인 토시코에게 주었다.